# Fédération nationale des arts de la rue
La Fédération nationale des Arts de la rue (FNAR) est une association française regroupant des artistes de rue, compagnies, programmateurs, techniciens, collectivités locales, le centre national des arts de la rue et de l'espace public, et toute structure qui s'intéresse aux Arts dans l'espace public. Elle est membre fondateur de l'UFISC (Union Fédérale d'Intervention des Structures Culturelles) en 1999, et de l'IFAPS (International Federation of Arts in Public Spaces) en 2015 dont elle est membre.
Elle est l’initiatrice de « L'art est public », appel à une « politique culturelle réinventée » lancé aux élus.
Elle compte aujourd’hui plus de 500 adhérents.

## Origine et histoire
Association loi de 1901, elle fait suite à l’acte fondateur d’Aurillac de l’été 1997, et démarre le 21 septembre 1997 à Châtillon.
En 2005-2007, la Fédération mène une réflexion parrainée par Jacques Higelin, le Temps des arts de la rue qui débouche sur la labellisation de lieux de fabrique des Arts de la rue en Centre national des arts de la rue et de l'espace public (CNAR). Un carnet de route est notamment mis en place.
En 2017, la Fédération lance le Manifeste pour la création dans l’espace public.

## Objectifs
La Fédération œuvre à la consolidation et au développement des arts de la rue sur trois axes :
- leur reconnaissance professionnelle et artistique,
- le développement de ses financements, de ses équipes et de ses outils
- l’ouverture et le dialogue avec l’ensemble des acteurs artistiques et culturels

1. La mise en réseau des connaissances et des expériences
2. La centralisation et la circulation de l'information consacrée au théâtre amateur
3. La formation des comédiens et des cadres
4. L'accompagnement des projets et démarches

## Structuration
La Fédération se structure autour de 12 fédérations régionales :
| Région                            | Nom                        | Création |
| --------------------------------- | -------------------------- | -------- |
| Île-de-France                     | FéRue                      | 2005     |
| Hauts-de-France                   | Pôle Nord                  | 2011     |
| Grand Est Bourgogne-Franche-Comté | Farest                     | 2011     |
| Centre-Val de Loire               | Farrce                     | 2009     |
| Pays de la Loire                  | GRue                       |          |
| Normandie                         | Ministère de la République |          |
| Bretagne                          | Fédé Breizh                |          |
| Occitanie                         | Pôle Sud                   |          |
| Nouvelle-Aquitaine                | Grand’Rue                  |          |
| Provence-Alpes-Côte d'Azur        | Farse                      |          |
| Auvergne-Rhône-Alpes              | Aura                       | 2005     |

## Actions

### Rue libre
Rue Libre est la journée internationale des Arts de la rue, organisée annuellement le week-end du passage à l'heure d'hiver.

### Université Buissonnière (UB)
Tous les ans, depuis 2010, la Fédération s'est donné pour mission d'organiser une assemblée d'envergure nationale appelée « Université Buissonnière » (UB), décentralisée, et ouverte à tous, autour d'un thème portant sur les questions en rapport avec les arts, l'espace public et l'intérêt général. L'UB est coorganisée chaque année par une Fédération régionale différente.
| Historique des Universités Buissonnières de la Fédération | Historique des Universités Buissonnières de la Fédération | Historique des Universités Buissonnières de la Fédération | Historique des Universités Buissonnières de la Fédération | Historique des Universités Buissonnières de la Fédération |
| N°                                                        | Année                                                     | Thème                                                     | Organisateur (en plus de la Fédération Nationale)         | Lieu                                                      |
| --------------------------------------------------------- | --------------------------------------------------------- | --------------------------------------------------------- | --------------------------------------------------------- | --------------------------------------------------------- |
| 1                                                         | 1-2 déc. 2010                                             |                                                           |                                                           | Angers                                                    |
| 2                                                         | 9-10 fév. 2012                                            |                                                           | Provence-Alpes-Côte d'Azur                                | Marseille                                                 |
| 3                                                         | 14-15 fév. 2013                                           | « Partager et agir »                                      | Nord Pas-de-Calais                                        | Vieux-Condé                                               |
| 4                                                         | 30-31 janv. 2014                                          | « Dépasser nos réalités, inventer notre avenir »          | L'Usine                                                   | Tournefeuille                                             |
| 5                                                         | 27-28 nov. 2014                                           | « La carte n'est pas le territoire »                      | Rhône-Alpes                                               | Villeurbanne                                              |
| 6                                                         | 25-26 nov. 2015                                           | « À la nôtre » sur les droits culturels                   | Bretagne                                                  | Rennes                                                    |
| 7                                                         | 25-26 janv. 2017                                          | Manifeste pour la création dans l’espace public           | Nouvelle Aquitaine                                        | La Rochelle                                               |
| 8                                                         | 9-10 janv. 2018                                           | Les « Communs »                                           | Grand Est Bourgogne-Franche-Comté                         | Besançon                                                  |
| 9                                                         | 12-14 fév. 2019                                           | « Aux Arts Mais Citoyens »                                | Nlle-Aquitaine & festival Urbaka                          | Limoges                                                   |
| 10                                                        | 11-12 fév. 2020                                           | « Espaces Publics / Espaces de Luttes ? »                 | Grand Est Bourgogne-Franche-Comté                         | Maxéville                                                 |

### Mission d'appui et d'interlocuteur
La Fédération nationale des Arts de la rue intervient en tant qu'appui, interlocuteur ou intermédiaire entre les acteurs du débat public : État, collectivités locales, compagnies, etc.
- En 2011, elle soutient le rôle de cohésion sociale des arts de la rue et de leurs 350 festivals d'été[4] et sensibilise au fait que la France soit devenue la championne du monde de la catégorie, avec les poids lourds mondiaux comme la compagnie Royal de luxe[5].
- En 2017 avec l’Observatoire de la liberté de création de la Ligue des droits de l’homme, elle veut signifier que la présence de tous les arts dans l’espace public est une réponse et une ré-assurance face aux inquiétudes qui pèsent sur notre société avec ceux qui instrumentalisent la peur[6].

- En 2016 et 2017, elle questionne sur les conséquences d'une « forme de privatisation sécuritaire de l'espace public » et sur le « mauvais coup porté au vivre ensemble » après les attentats de 2015, débat qui a débouché sur un communiqué initié par la Fnar et signé par quinze autres organisations (Syndeac, Société des réalisateurs de films, la Société des gens de lettres, réseau Canopé)[7],[8].

- En 2018 et 2019, elle soutient et accompagne les compagnies à la suite de la contraction des dépenses des collectivités et la mutation des Arts de la rue[9],[10].